# Václav Jamek

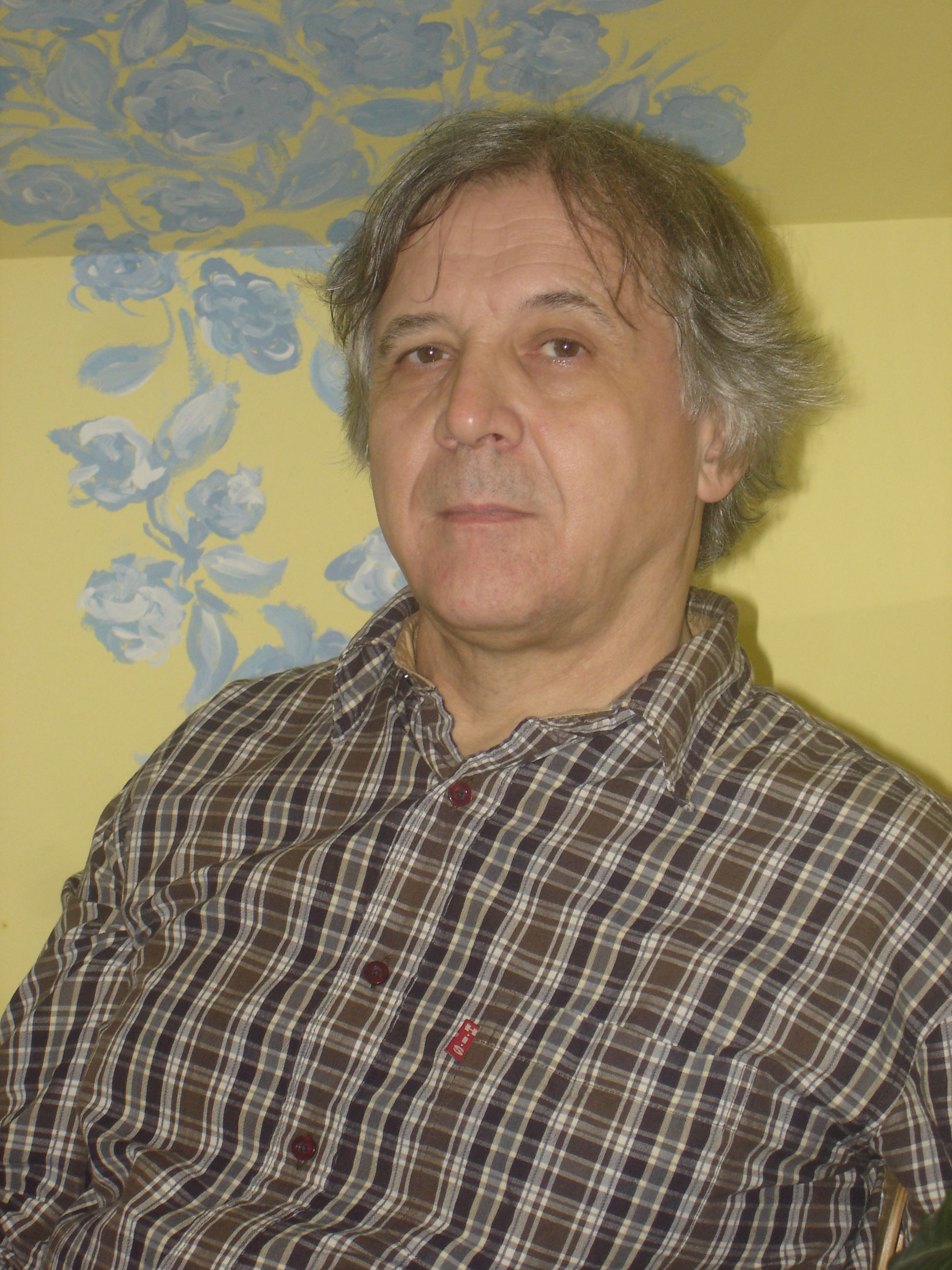
Václav Jamek, Benešov 2009

Václav Jamek, pseudonym Eberhardt Hauptbahnhof (* 27. listopadu 1949 Kladno), je česky a francouzsky píšící spisovatel, básník, esejista, publicista, překladatel z francouzštiny a bývalý diplomat.

## Biografie
Navštěvoval základní školu v Kladně-Kročehlavech, potom první ročník gymnázia (SVVŠ), kde začal studovat francouzštinu. V letech 1966–1969 navštěvoval slavné Carnotovo lyceum v Dijonu ve Francii, kde dříve studovali např. Jiří Voskovec či Václav Černý. Po návratu do Československa studoval na Karlově univerzitě nejprve francouzštinu a literární komparatistiku u prof. Václava Černého; po zrušení komparatistiky studoval psychologii a romanistiku; absolvoval v roce 1975.
Poté (od 1976) se stal nakladatelským redaktorem, nejprve v nakladatelství Academia a od roku 1986 v Odeonu. Na přelomu let 1984 a 1985 absolvoval stipendijní pobyt na École Normale Supérieure v Paříži. Na pozici redaktora pracoval až do roku 1994, kdy se stal pracovníkem Ministerstva zahraničních věcí ČR. V letech 1995–1998 byl kulturním radou v Paříži. Do roku 2015 působil jako pedagog na FF UK, kde se v roce 2008 habilitoval jako docent francouzské literatury; poté, co odešel do důchodu, zde zůstává afiliovaným pedagogem. Hlásí se ke gay orientaci.

## Literární dílo
Jamkovo žánrově i tvarově pestré dílo se vyznačuje osobitým a komplikovaným stylem, ve kterém hraje velkou roli subjektivní líčení světa. Primární perspektivou se tak stává autorův postoj ke světu, nikoli dění samotné. Protože využívá celou řadu literárních postupů, které různým způsobem kompiluje a kombinuje, bývá zařazován mezi postmoderní spisovatele. Běžně využívá parafráze, hyperboly, ironie a parodie, a to i ve své společensko-kritické publicistice, kterou zveřejňuje např. v dvouměsíčníku Listy. Píše poezii, eseje, drama, pod pseudonymem Eberhardt Hauptbahnhof se věnoval i veršovanému humoru. Jako bilingvnímu autorovi se mu dostává výrazné pozornosti ve Francii, kde již v roce 1989 získal cenu Prix Médicis za svou esejistiku. Báseň v próze Desátá planeta/L'Exorbitée vydal v roce 2004 v zrcadlovém dvojjazyčném vydání, doprovozeném fotografickými kolážemi Jiřího Chmelaře. V revue Inverses (č. 10/ 2010) zveřejnil úryvky z románu psaného francouzsky.
Homoerotická linie v jeho tvorbě se manifestovala jak v některých jeho básních, z části inspirovaných tvorbou alexandrijského Řeka Konstantina Kavafise, tak i v jeho úspěšném pokusu o zmapování světové historie „gay literatury“ v sešitu O prašivém houfci: Literatura, homosexualita, AIDS (2001). Spolu s Jiřím Kuběnou, Petrem Hrbáčem, Pavlem Petrem a Alešem Kauerem je zastoupen v obsáhlé antologii moderní evropské homoerotické poezie, kterou pod názvem Moral bi spet priti (Měl bys znovu přijít) uspořádal a v roce 2009 vydal Slovinec Brane Mozetič.
Václav Jamek překládá z francouzštiny (Victor Segalen, Patrick Cauvin, Georges Perec, Patrick Modiano, Michel Tournier, Bernard-Marie Koltès, Oscar Milosz), za antologii textů Henriho Michauxe obdržel v roce 2001 překladatelskou cenu Josefa Jungmanna. Ocenění si vybojoval i objemný výbor z jeho esejů Duch v plné práci, který v roce 2003 obdržel cenu Toma Stopparda. V roce 2020 se stal laureátem Ceny Karla Čapka, kterou každé dva roky uděluje České centrum Mezinárodního PEN klubu za prosazování demokratických a humanistických hodnot. Ocenění dostal za básnické a esejistické dílo. Časopis A2 zařadil jeho knihy Nedokončený kalendář na tento rok a všechny roky příští a Na onom světě se tomu budeme smát do českého literárního kánonu po roce 1989, tedy do výběru nejdůležitějších českých knih v období třiceti let od sametové revoluce. Stal se spolu s Milanem Kunderou a Danielou Hodrovou jediným literátem, který má v tomto seznamu dvě knihy.
| „                            | Člověk by měl být co nejprostěji tím, čím je, třeba i básníkem. | “ |
| — Václav Jamek: Krkavčí múza |                                                                 |   |

Citovaná věta je ilustrativní parafrází, a to hned dvou autorů: Jana Wericha („Když už člověk jednou je, tak má koukat, aby byl. A když kouká, aby byl, a je, tak má být to, co je, a nemá být to, co není, jak to v mnoha případech je.“) a Jaroslava Seiferta (název sbírky Býti básníkem).